# Rodriguinho (calciatore 2001)
Rodriguinho, pseudonimo di Rodrigo Araújo da Silva Filho (Belo Horizonte, 17 aprile 2001), è un calciatore brasiliano, attaccante dell'Ethnikos Achnas.

## Carriera
Cresciuto nel settore giovanile della Chapecoense, debutta in prima squadra il 3 ottobre 2021 in occasione del match di Série A pareggiato 1-1 contro il San Paolo. Due settimane più tardi realizza la sua prima rete nella sconfitta casalinga per 1-2 contro il Fortaleza.

## Statistiche
Statistiche aggiornate al 24 ottobre 2021.

### Presenze e reti nei club
| Stagione        | Squadra         | Campionato      | Campionato | Campionato | Coppe nazionali | Coppe nazionali | Coppe nazionali | Coppe continentali | Coppe continentali | Coppe continentali | Altre coppe | Altre coppe | Altre coppe | Totale | Totale | Totale |
| Stagione        | Squadra         | Comp            | Pres       | Reti       | Comp            | Pres            | Reti            | Comp               | Pres               | Reti               | Comp        | Pres        | Reti        | Pres   | Reti   |        |
| --------------- | --------------- | --------------- | ---------- | ---------- | --------------- | --------------- | --------------- | ------------------ | ------------------ | ------------------ | ----------- | ----------- | ----------- | ------ | ------ | ------ |
| 2021            | Chapecoense     | PD/SC+A         | 0+5        | 0+1        | CB              | 0               | 0               |                    | -                  | -                  |             | -           | -           | 5      | 1      |        |
| Totale carriera | Totale carriera | Totale carriera | 5          | 1          |                 | 0               | 0               |                    | -                  | -                  |             | -           | -           | 5      | 1      |        |